# Азовські мастила і оливи
Азовські мастила і оливи («AZMOL British Petrochemicals») — підприємство нафтохімічної галузі, розташоване у Бердянську (Запорізька область). Нині «AZMOL British Petrochemicals» є найбільшим виробником мастильних матеріалів в Україні.

## Історія
5 листопада 1937 року — відкриття Бердянського крекінг-заводу Народного комісаріату паливної промисловості. Початку його будівництва посприяло знаходження у Бердянську морського порту.
24 травня 1957 року — Осипенківський дослідний нафтомастильний завод тресту Нафтомастилозаводи Головнафтозбуту СРСР. Завод перепрофілізовано на випуск мастильних матріалів.
22 вересня 1993 року — Бердянський дослідний нафтомастильний завод у складі НВТ «МАСМА» Держкомнафтогазу України.
23 грудня 1994 року — відкрите акціонерне товариство «Азовські мастила і оливи».
26 липня 2011 року — підприємство змінило назву на Публічне акціонерне товариство «Азовські мастила і оливи».
2016 рік — нове «життя» заводу «AZMOL BP» завдяки британським інвестиціям;
2017 рік — нова «віха» в діяльності «AZMOL British Petrochemicals» почалася за допомогою інвестиції з британської сторони — від відомої компанії Global Lubricants Ltd. Її родоначальник Террі Дікен також є чинним главою ELGI (Європейський інститут мастильних матеріалів). Перші поставки оновленої продукції в Узбекистан, Ірак, Азербайджан.

## Продукція
Підприємство випускає продукцію близько 250 найменувань. Серед них:
- Моторні оливи:
  - для суднових і тепловозних двигунів;
  - для автотракторних двигунів;
  - для двотактних двигунів
- Гідравлічні оливи
- Індустріальні оливи
- Консерваційні оливи
- Трансмісійні оливи
- Енергетичні оливи
- Спеціальні оливи
- Мастила технічного призначення
- Мастильно-охолоджуючі рідини
- Лакофарбні матеріали тощо.